# Urrea de Gaén
Urrea de Gaén is een gemeente in de Spaanse provincie Teruel in de regio Aragón met een oppervlakte van 41,12 km². Urrea de Gaén telt 475 inwoners (1 januari 2016).
Albalate del Arzobispo · Azaila · Castelnou · Híjar · Jatiel · La Puebla de Híjar · Samper de Calanda · Urrea de Gaén · Vinaceite